# Adhatoda densiflora
Adhatoda densiflora là một loài thực vật có hoa trong họ Ô rô. Loài này được Manning mô tả khoa học đầu tiên.